# Château la Nerthe
Le château la Nerthe est le plus ancien et l'un des plus grands domaines de Châteauneuf-du-Pape. Situé dans le sud-est de la zone d'appellation, son vignoble s'étend sur 90 hectares. Il produit des vins rouge et blanc châteauneuf-du-pape.

## Étymologie

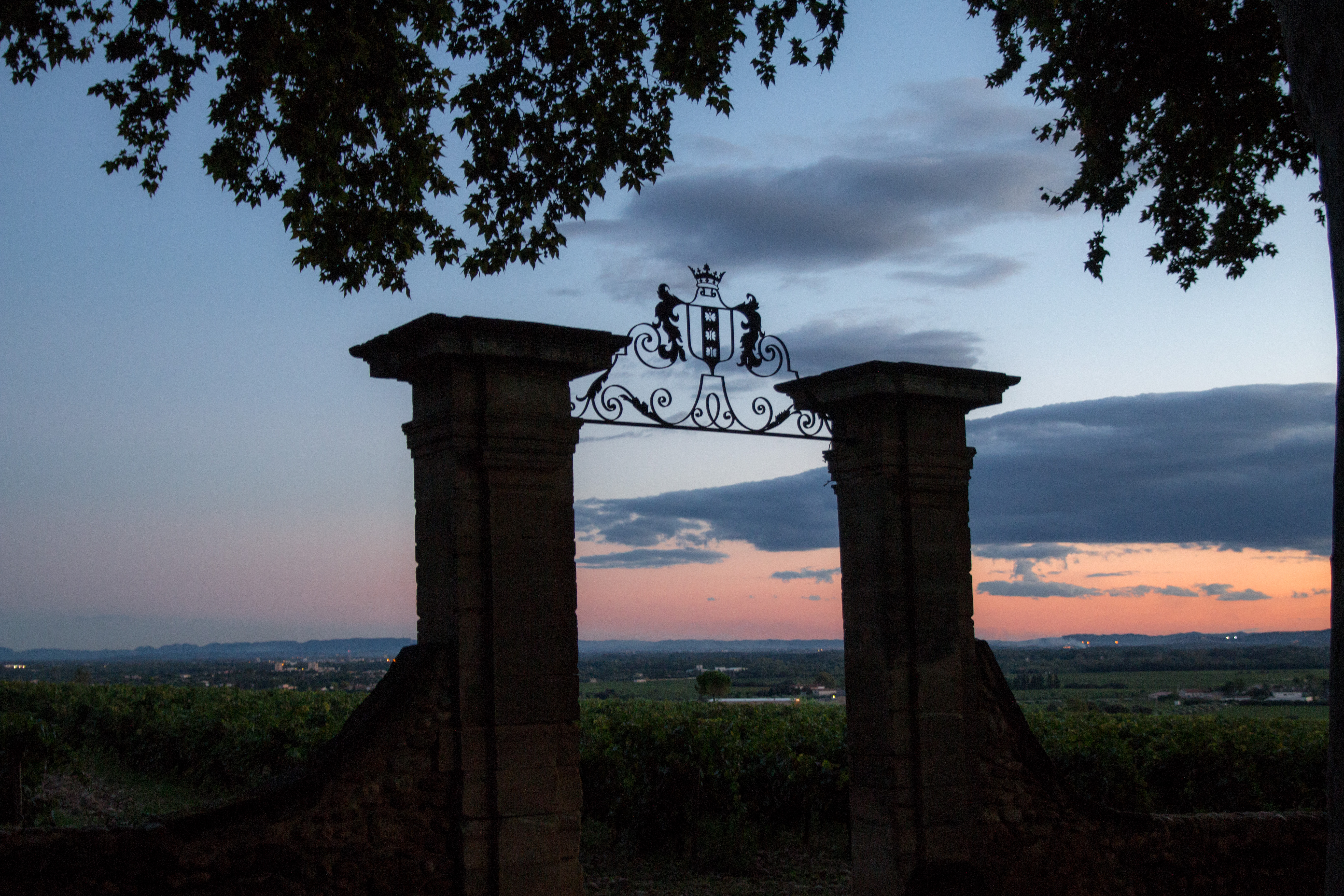
Porte du Clos de Beauvenir, avec le blason de la Nerthe

Elle est liée aux Tulle de Villefranche, une famille noble du Piémont, dont un des ressortissants, Jacques de Tulle, gentilhomme de la cour du comte de Savoie, faisait partie de la suite d'Amédée VII, le Comte Rouge, quand celui-ci descendit à Avignon pour rencontrer Charles VII en 1389. Jacques de Tulle resta sur place et se maria. Deux siècles plus tard, un de leurs descendants, Pierre de Tulle, prieur de la Nerte à Marseille, légua à son neveu et filleul Pierre la partie des biens qui lui revenait sur le terroir de Châteauneuf-du-Pape. L'acte de donation, daté de 1593, fut rédigé pour « Pierre de la Nerte » et le filleul signa ainsi donnant ce nom à son nouveau domaine.

## Historique

### Renaissance
Ce terroir fut mentionné, pour la première fois, le 25 novembre 1560 sous le nom de « Beauvenir », lors de la vente qu'en fit Pierre Isnardi, docteur en droit, aux frères Pierre, Julien, Jean et Claude de Tulle. L'acte précisait qu'il s'agissait « d'une bastide avec tout son affar et tènement, meubles, animaux et tous les fonds de terres pour le prix de 700 écus d'or ». Le domaine, s'il ne l'était pas avant, fut planté en vigne à la fin du XVIe siècle, puisqu'un terrier déposé aux Archives départementales de Vaucluse fait état de « le vigne dudit Tulle ».

### Période moderne

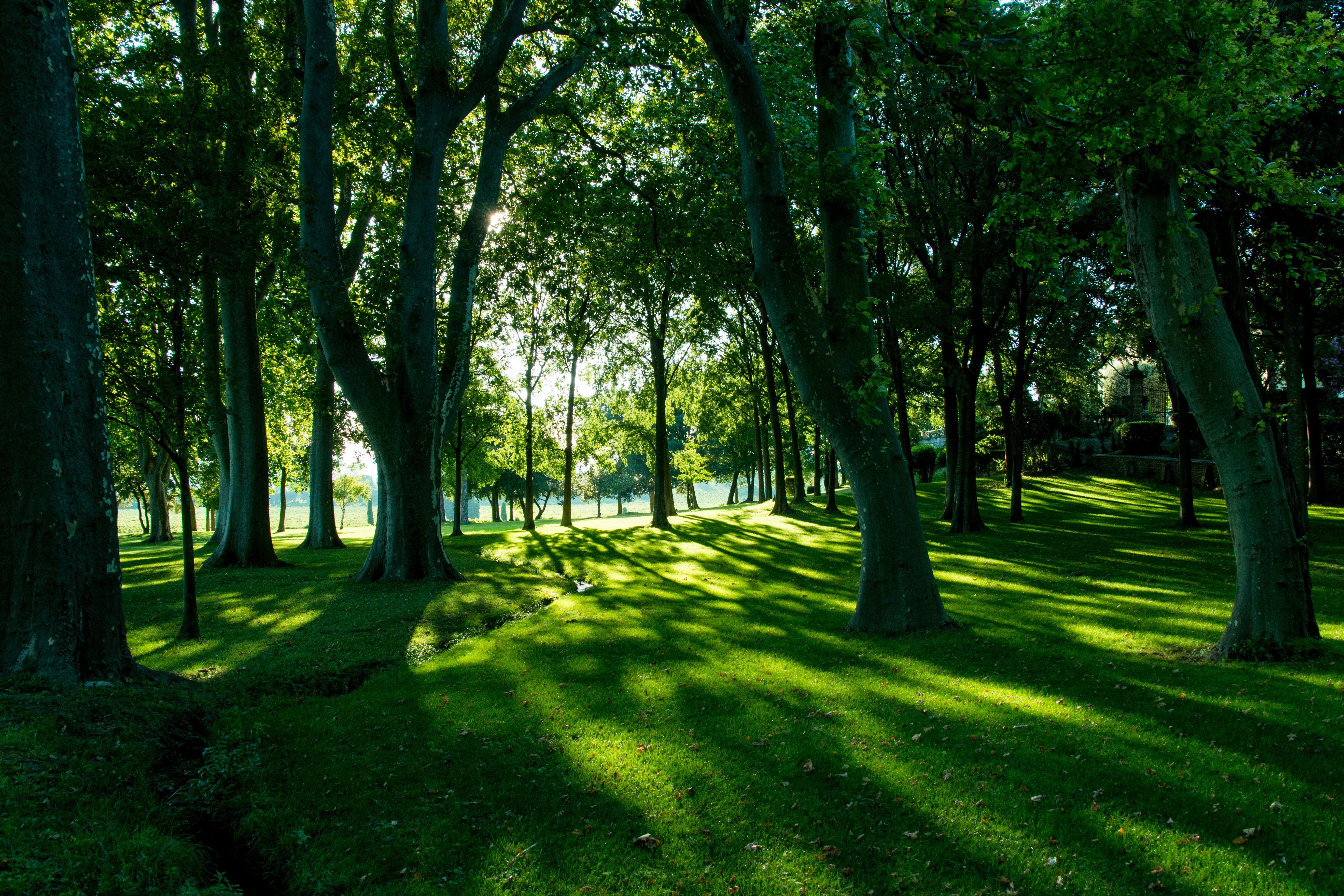
Parc du château la Nerthe

Le château actuel fut édifié, en 1736, à partir des plans qu'avaient faits l'architecte Jean-Baptiste Franque pour le marquis Jean-Dominique de Tulle de Villefranche. Puis, il fut complété par l'adjonction de nouveaux bâtiments en 1784.
Ce fut le marquis qui fit le premier le négoce de sa récolte. Il avait engagé un chargé d'affaires dont le courrier daté de 1731 a été conservés. Dans un premier temps, cette initiative ne fut d'abord pas couronnée de succès. Le chargé d'affaires écrit : 

« Je compte aller à la Nerte dans deux ou trois jours pour charrier votre vin ici et empêcher qu'il ne se gâte. Si on trouve à en vendre à Châteauneuf, je le finirai. Monsieur de Capelle en prendra un tonneau, le Milord, trois tonneaux. »

Une missive datée de quelques jours plus tard indique qu'il se désespère de vendre ce vin à Carpentras. Mais il réussit au-delà de ses espérances puisque le marquis reçut une lettre de François-Marie Abbati, évêque de Carpentras, l'informant :

« Monseigneur Bichi a voulu voir le palais épiscopal, il est venu déjeuner à Saint-Félix. Monseigneur qui aime le vin doux, trouva à son goût vostre vin de la Nerte. »

Information importante qui indique qu'alors, le vignoble de la Nerte était toujours planté en raisins muscats. Quant à « Monseigneur », il s'agissait d'un important personnage venu de Rome, le neveu du cardinal Alexandre Bichi, qui avait été évêque de Carpentras de 1630 à 1657.
Dès lors, le vin de la Nerte fut lancé. En 1747, la marquise de Villefranche écrivit à son fils qui s'inquiétait des activités commerciales de son chargé d'affaires :

« Il compte vendre du vin à Beaune et à Lyon, à Gondrand, et je vois que notre vin prend faveur dans ce pays-ci, le prenant pour accommoder ceux de ce pays-là. »

Un an plus tard, le vin était exporté via les ports de Marseille et de Hambourg à un négociant de Brême. De 1772 à 1789, le marché s'élargit encore. L'abbé de Bayonne, auditeur de la Rote à Rome, passa commande, de même qu'un seigneur de la Cour du roi de Saxe et le duc de Crillon, qui se trouvait en Espagne, demanda qu'on lui envoya une barrique à Valence. En France, il fut expédié au maréchal de Tonnerre, au duc d'Uzès, au duc de Chevreuse, au chevalier de Sade, au commandeur de Suffen, au cardinal de Luynes et au ministre Bertin.
En 1785 eut lieu une révolution avec la mise en bouteilles. Des négociants de Marseille reçurent deux paniers de quarante bouteilles à la suite d'une commande d'un de leur confrère de Gênes. Ce qui n'empêcha point le négoce traditionnel de se pérenniser puisque la même année, un transitaire du port de Sette réceptionna deux tonneaux à affréter pour Londres.
Dès l'année suivante, l'exportation dépassa les frontières de l'Europe. Ce fut, en effet, en 1786, que, de Paris, le comte de Capelle, écrivit aux propriétaires, qu'il avait rencontré un négociant de Philadelphie « qui lui avait promis de faire son possible pour mettre le vin de La Nerte à la mode en Amérique ». Ce fut chose faite puisque la même année un fût put être expédié à Boston.

### Période contemporaine

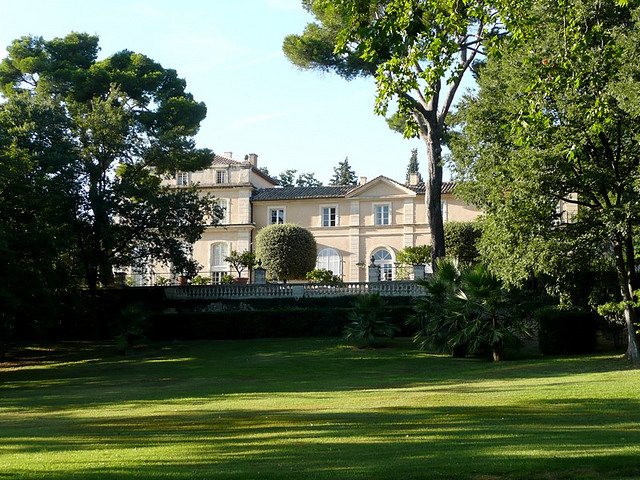
Château La Nerthe et son parc

Sous l'influence des physiocrates, adeptes du « Laissez faire, laissez passer » mais d'une comptabilité rigoureuse, les premiers chiffres de production et d'exploitation apparaissent dès 1770. Grâce à eux on sait que cette année-là, la récolte fournie 25 tonneaux, en 1778, elle s'éleva à 37, un an plus tard, elle explosa avec 71 tonneaux pour se stabiliser à 66 en 1781.
Cette dernière année, le tonneau, d'une contenance de 275 litres, s'était vendu 7 louis. En 1784, le vin mis en bouteille atteignit le prix de 10 sous et l'investissement pour la période des vendanges a été noté. Les frais engagés furent : 
| 3 journées pour préparer les cuves                    | 2 livres, 8 sous    |
| 102 journées d'hommes                                 | 81 livres, 12 sous  |
| 101 journées de femmes                                | 40 livres, 8 sous   |
| 24 journées pour presser le marc et pour tirer le vin | 19 livres, 4 sous   |
| Total                                                 | 143 livres, 12 sous |

Aussi, en 1782, Michel Darluc, dans son Histoire de Provence put écrire :

« Le vignoble du commandeur de Villefranche donne un très bon vin. On lui donne même la préférence sur celui de Châteauneuf-de-Gadagne. »

Le domaine traverse la Révolution sans dommage et conserve toute sa notoriété. Le La Nerthe figure parmi les 45 vins du catalogue de « Soupé et Compagnie, Marchands de vins du Roi, de Mme la duchesse de Berry et de Mgr le duc de Bordeaux » et auparavant de l’impératrice Joséphine. L’administration départementale classe toujours le domaine à part : « les vins ..., de Châteauneuf, la Nerte, Sorgues,…») [annuaire de Vaucluse de 1804, 1838]. Tous les spécialistes  lui accordent la première place : André Jullien (1816) : « Les meilleurs [vins] se récoltent dans les clos dit de la Nerthe et de Saint Patrice » ; Alexandre Dumas, dans son Grand dictionnaire de cuisine, (1870), le cite comme un des 60 meilleurs vins rouge français. Victor Rendu (1857) signale qu’il est le seul vin du « Comtat d’Avignon » en deuxième classe et il nous fournit de précieux renseignements sur le domaine au milieu de XIXe siècle: on trouve deux catégories de vignes à La Nerthe. Dans l’une, les souches sont extrêmement vieilles et les cépages se composent de Picpoule, de Clairette, de Terret noir et de Picardan ; dans l’autre, les souches sont jeunes et consistent en grenache pour les deux tiers, en Clairette, Terret et Picpoule pour l’autre tiers. Le Tinto [Mourvèdre] n’y existe qu’en très minime proportion, bien qu’il soit fort apprécié pour la couleur qu’il donne au vin, mais il manque de finesse. Les vignes, en général, sont à 1,50 m en tous sens ; dans les parties du terrain les plus sèches, on les voit à 1,78 m et même à 2 mètres ; elles reçoivent trois façons à bras chaque année. [: on compte sur un rendement de 30 hectolitres par hectare, à partir de la huitième année.( ?)]
En 1822, dans sa classification, le docteur André Jullien, qui considère La Nerte comme le meilleur vin du sud de Rhône, le place parmi les « vins de première classe » en expliquant :

« Les meilleurs vins se récoltent dans le clos de la Nerte et de saint-Patrice. Colorés, ils ont du velouté et de l'agrément : le moment de les boire dans leur parfaite maturité est lorsqu'ils ont trois à quatre ans. »

Par exception aux usages de la commune de Châteauneuf-du-Pape, le vin de la Nerthe s’expédie aussi en bouteilles. Jusqu’en 1840, on ne vendait jamais du vin nouveau au château de la Nerthe ; pour être livré, il fallait qu’il fût fait, c’est-à-dire qu’il eut  quatre ou cinq ans : il valait alors 240 francs la pièce de 170 litres, prise sur place.»
Et quand le mercredi 25 juin 1856 parut le premier numéro du « Moniteur Vinicole », son fondateur Achille Larive, lança un « Appel aux propriétaires de crus ignorés ». Il publia les résultats dans son édition du 10 septembre de la même année. Aux côtés des crus de Bourgogne et de Champagne, pour le « Comtat d'Avignon », il cita ceux du « Coteau Brûlé », à Sorgues, de « Lanerte » et de « Château-Neuf ».
La Nerthe est devenue une référence même pour les bons vignerons de Châteauneuf. A. Mathieu, le poète, ami de F. Mistral, écrit en 1861: « les [clos] les mieux estimées … sont à 180F et au-dessus le clos de la Nerthe est à 270 à 280F ». Il ajoute : « L’enclos des Gros Cailloux est celui qui se rapproche, pour la couleur et la finesse du bouquet, le plus du clos la Nerthe ». De même, M. Paul Martin, dans un avis publicitaire, propose « du vin vieux de sa campagne, appelée la Solitude,…, dont le tènement n’est séparée de celui de la Nerthe que par un chemin »,… 

En ce XIXe siècle, à l’exemple de La Nerthe, d’autres vignerons ont privilégié la qualité et choisi de vendre leur vin sous le nom de leur domaine pour obtenir de meilleurs prix et surtout pour éviter les intermédiaires et les très nombreuses fraudes car « les vins de Châteauneuf-du-Pape sont expédiés, en grande partie, en Bourgogne et quelque peu à Bordeaux où ils servent à soutenir les vins faibles de [ces] contrées ».
Dès 1866, le phylloxéra s’abat sur le vignoble de Châteauneuf et le détruit : 700ha en 1866, 200ha en 1880. La Nerthe est également durement touché. Faute de moyens efficaces pour lutter contre la maladie, le comte de Maleissye, petit-fils de Guy-louis de Tulle, marquis de Villefranche, vend le domaine en 1877. Après, 317 ans, pour la première fois depuis 1560, La Nerthe a un nouveau propriétaire: le commandant Joseph Ducos, qui mit sa pugnacité et sa fortune au service d'un vignoble dévasté par le phylloxéra. En 1893, il fit replanter et greffer grenache, mourvèdre, counoise, vaccarèse, cinsault, syrah, les premiers des treize cépages. Ce fut sur son initiative que le nom de la commune fut changé de Châteauneuf-Calcernier en Châteauneuf-du-Pape.
Pendant la deuxième Guerre mondiale, le château devient le QG de l'État-Major de la Luftwaffe. Il fut occupé au cours du mois de juin 1943 et l'intérieur transformé de fond en comble pour les besoins du service. Les bâtiments à usage militaire, construits à proximité, furent bombardés le 14 août 1944 lors d'un raid de la Royal Air Force. L'aviation anglaise lâcha 22 bombes sur leurs cibles et réussit à éviter le château.

### Fin duXXesiècle
En avril 1985, les familles Motte et Leclercq, propriétaires du domaine, le cèdent à deux négociants, la famille Richard, spécialisée dans la distribution des vins et cafés auprès de la restauration parisienne et la société David et Foillard installée à Sorgues.
De 1985 à 2008, la direction et la restauration du domaine sont confiées à Alain Dugas. Ancien élève du Dr Dufays (domaine de Nalys), il est spécialiste des cépages locaux et de la sélection. Alain Dugas avait acquis un « savoir-faire » de la production vitivinicole durant quinze années au Domaine de la Renjarde à Sérignan du comtat.
Il reprend à son compte les convictions et préceptes de Joseph Ducos et s'entoure d'un groupe d'hommes et de femmes, tous acquis à la philosophie de La Nerthe. Le château renoue avec son passé, la lettre H de « La Nerthe » est rétablie, elle était déjà utilisée en 1820.
En 2008, Alain Dugas prend sa retraite et remercie l'ensemble du personnel et plus particulièrement le personnel d'encadrement pour avoir travaillé avec passion sur ce beau domaine.

### Début duXXIesiècle
À partir de l’année 2008, Christian Vœux, assure la direction du Château La Nerthe, il est œnologue d'une compétence reconnue ayant travaillé auparavant au château de Mont-Redon. Il prend sa retraite le 1er décembre 2015.
Ralph Garcin devient le directeur de La Nerthe en décembre 2015.

## Exploitation viti-vinicole

### Le vignoble
Le domaine jouxte celui des « Fines Roches », dans la même vallée, orientée nord-sud, qui traverse le « Domaine de la Solitude ». Sur un terroir composé d'un substrat de sable et d'argile, mais avec une couverture moindre de galets ronds que le proche « Château Fortia »
Le terroir jouit d'un grand potentiel qualitatif, en tirer la véritable expression exige une maîtrise de la vigueur des vignes et de leur production. Le mot d'ordre auquel on ne saurait déroger à La Nerthe « une bouteille par souche » soit 20 à 30 hl/hectare.
En 1985, le vignoble représente 57 hectares. Une partie nécessite un renouvellement et une adaptation minutieuse sol/climat/cépages. Les vignes très anciennes sont conservées et représentent 24 ha.
En 1987, plantation 11 ha en mourvedre, syrah et cinsault.
De 1988 à 1991, replantation de 25 hectares.
En 1991, acquisition de 25 hectares du domaine de Terre Ferme jouxtant La Nerthe. Le vignoble est porté à 92 ha.
En culture « raisonnée » depuis 1990, il est certifié en viticulture biologique (écocert) en 1998 sous l’impulsion d'Alain Dugas.

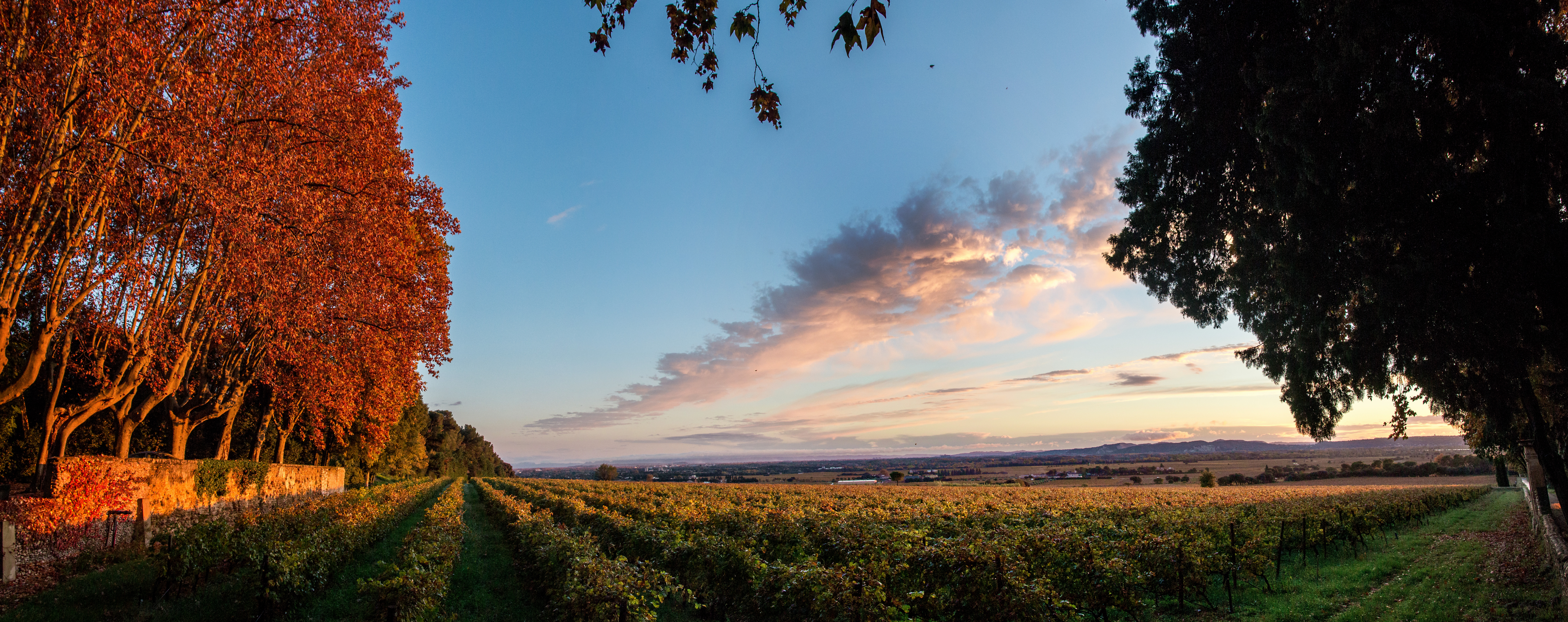
Vignoble de la Nerthe
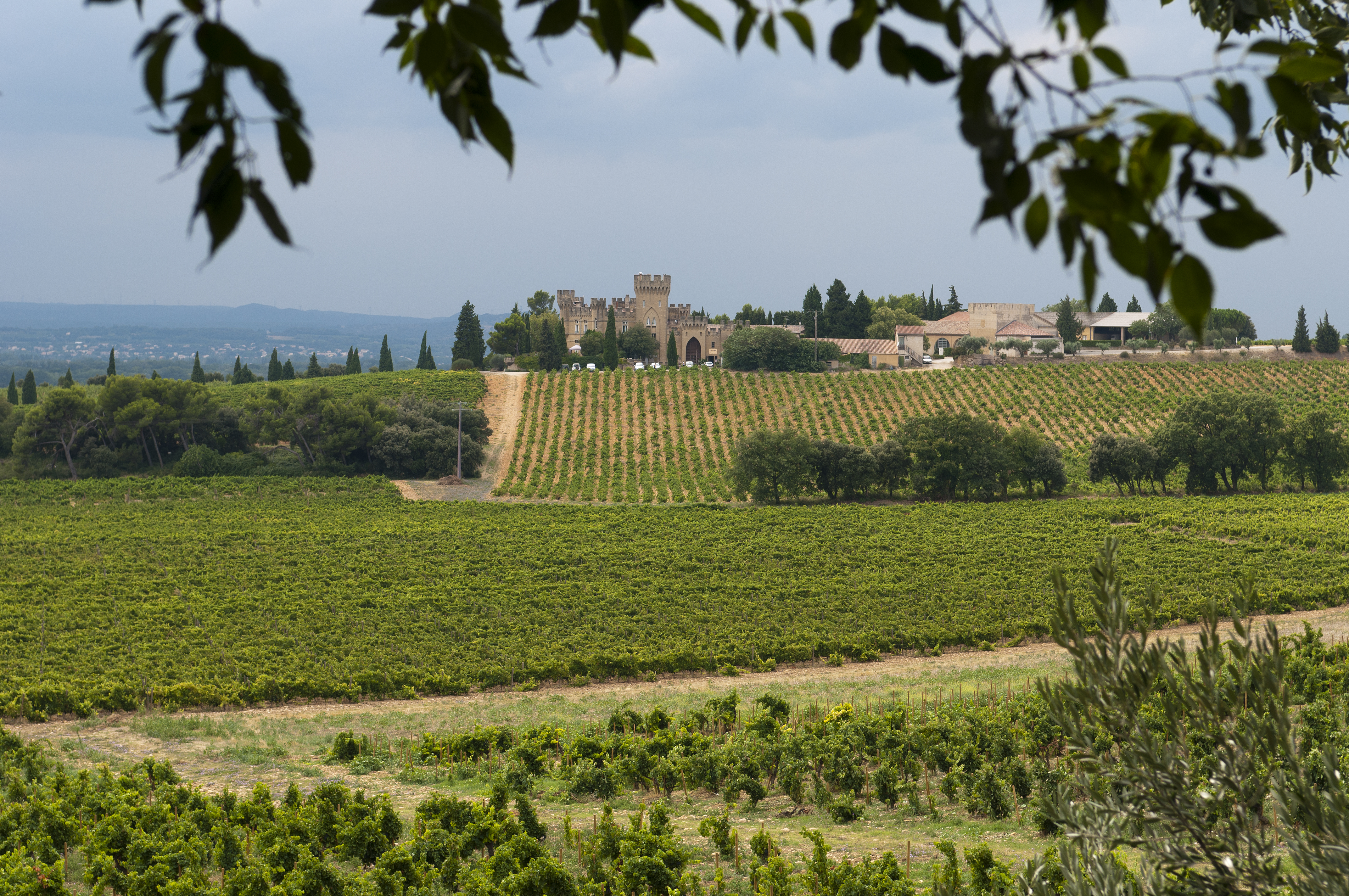
Vue du vignoble et du domaine voisin depuis La Nerthe

### La cave

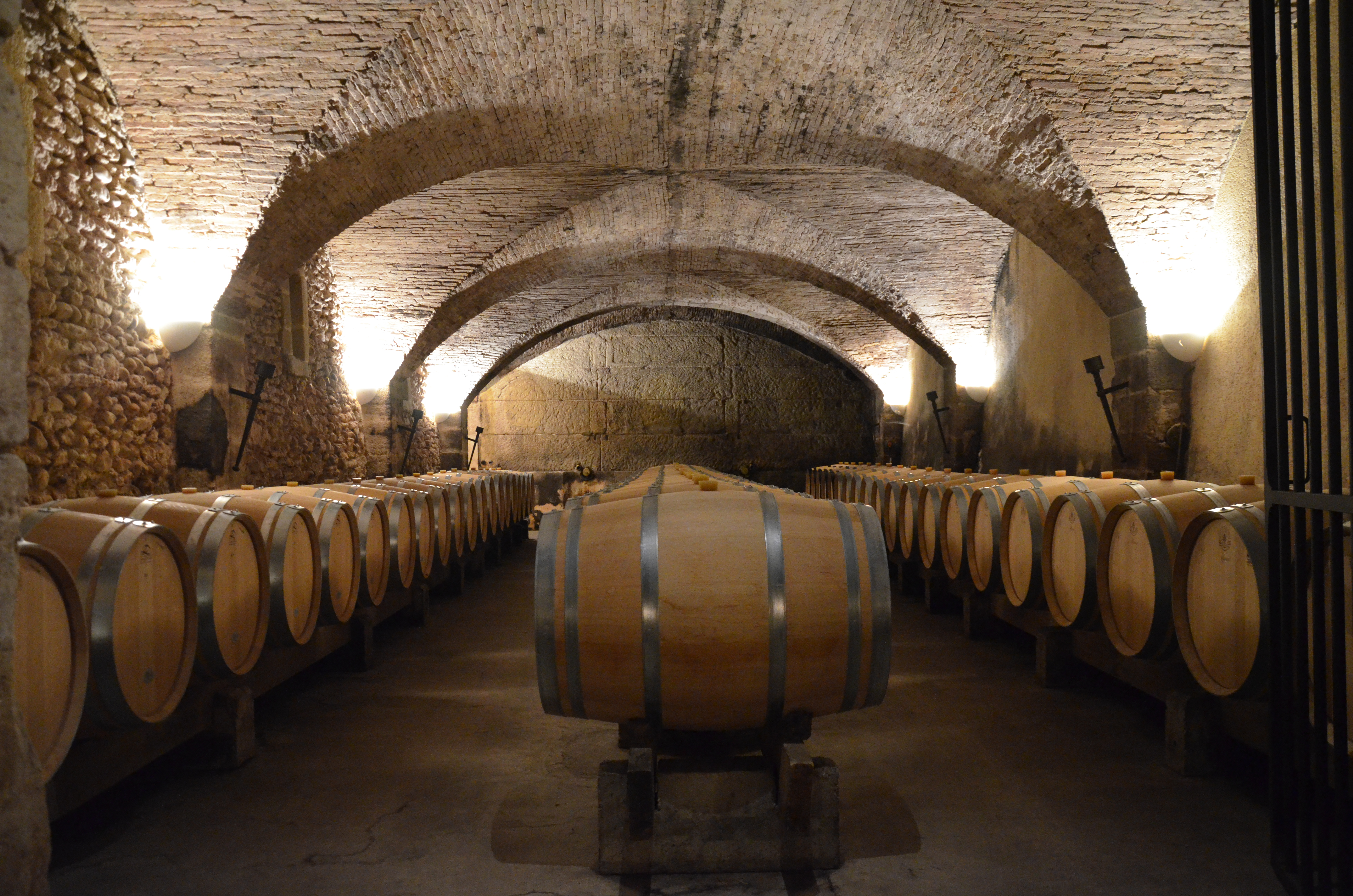
Cave du château

La partie la plus ancienne date de 1560, elle a été directement creusée dans la roche calcaire, restaurée, elle abrite les barriques ainsi que les cuves creusées dans la roche.
Une autre partie a été construite en croisées d'ogives probablement en même temps que le corps principal du château en 1760. L'ensemble abritait la mise en bouteille et une partie de l'élevage en foudres de chêne.

### La vinification
Élaborer du vin demande de l'intuition et de la mémoire, alors appliquées à un grand terroir, ces qualités donnent un grand vin.
Toutes les orientations stratégiques sont celles d'une réappropriation des leçons du passé « on n'a rien découvert tout ce que nous faisons, avec nos moyens, les anciens l'avaient fait ». L'encépagement est orienté vers une plus forte proportion de cépages de garde (mourvedre, grenache, syrah), rendements très bas, les raisins notoirement complémentaires et à même maturité seront assemblés en cuve pour la vinification.
En 1986, la cave attenante à la cave historique est restaurée. La cave de vinification est dotée d'équipements modernes : tables de tri, érafloir (pratique utilisée à la Nerthe depuis 1725 le grain est séparé de son support : la rafle). Mise en cuve, contrôle des températures, système de pigeage (méthode qui consiste à immerger la vendange en fermentation pour favoriser l'extraction des tanins et des substances aromatiques). Elle dispose de 12 cuves en inox thermorégulées dont 10 à pigeage automatique d'une contenance de 280 hL. La cave historique est équipée de 9 cuves tronconiques en bois de 100 hL environ, thermorégulées, dont certaines avec des pigeurs automatiques également. Par ailleurs, des cuves creusées dans la roche à la période romaine sont toujours utilisées, revêtues de résine alimentaire.
Les différents cépages sont vinifiés ensemble, dans les proportions finales des assamblages souhaités. Cependant la cave expérimente des vinifications en monocépage.

### L'élevage

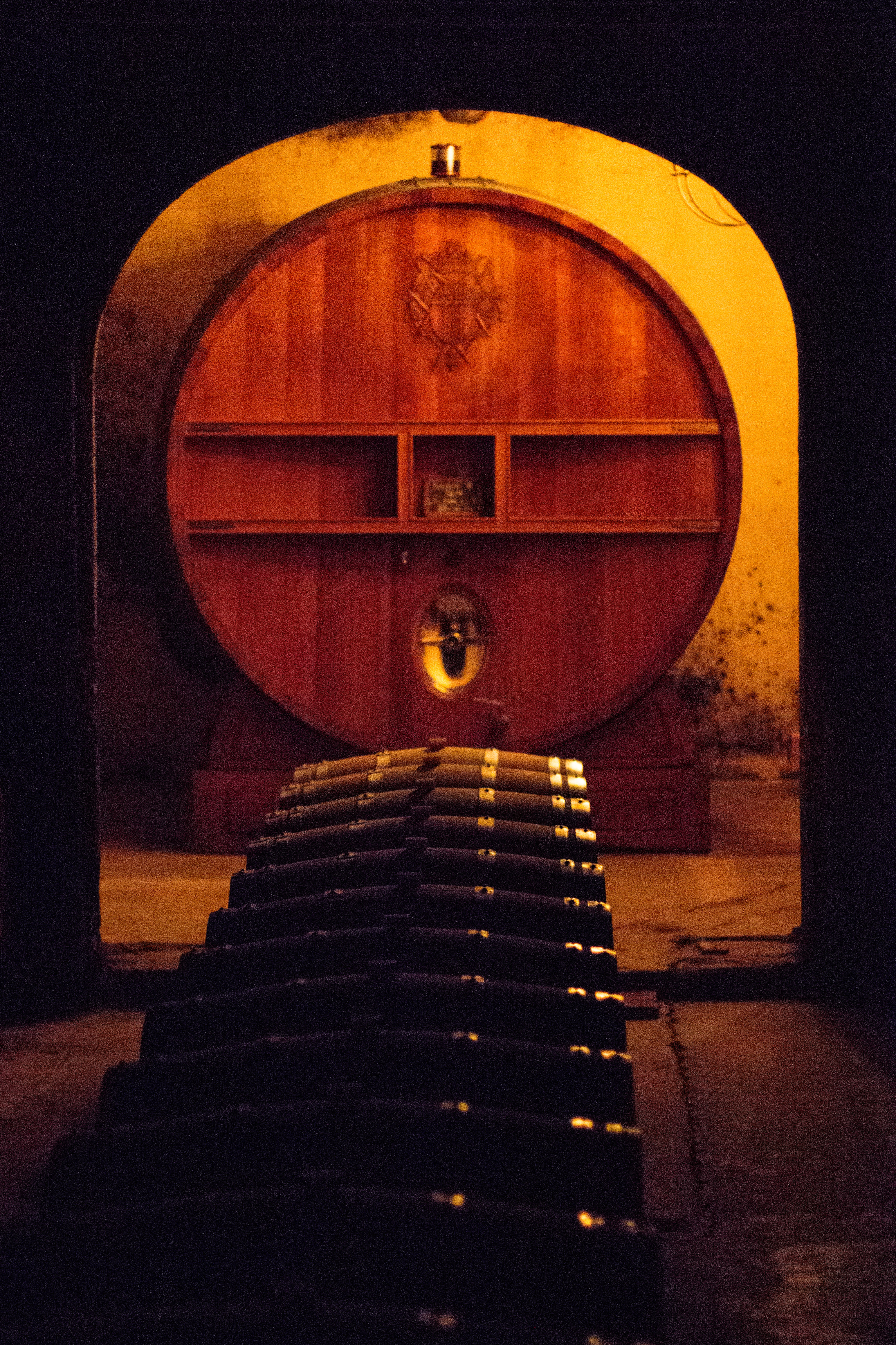
Foudre d'élevage, volume de 96hL

Afin de permettre à chaque « profil » d'exprimer le meilleur de lui-même, les vins rouges ne sont pas élevés de la même façon.
Les vins riches en tannins sont élevés en futs, qui seuls savent favoriser la maturation des tannins par la micro oxygénation au travers du bois. Les vins à dominante de grenache, cépage plus oxydatif, sont élevés en foudres de 50 hl.
Certains cépages dont on souhaite garder le fruit ne voient généralement pas le bois, ils restent en cuve.
Une partie du chais est réservée à la cuvée des Cadettes ainsi baptisée par Joseph Ducos.
C'est une des premières parcelles plantées en 1893, après la crise du phylloxera avec le porte-greffe « américain ». Plus que centenaire, cette vigne continue à être vendangée, vinifiée et élevée séparément.
L’élevage de l'ensemble des vins rouges dure un an, cycle naturel des saisons.
Seuls les vins blancs provenant de Roussanne et de vieilles Clairette sont vinifiés et élevés en futs, gage d'un heureux mariage entre le vin et le bois. Alain Dugas donnera à cette production le nom de « Clos De Beauvenir. »

### L'assemblage
Lorsque l'évolution du vin semble aboutie, généralement quelques mois après l'élevage, arrive la dégustation d'assemblage. Est déterminé alors quelles cuvées vont composer le Château La Nerthe blanc, rouge, puis les Granières, cuvée plus fruitée, à boire dans sa jeunesse.
Les vins mis en bouteille au printemps suivant commenceront à être distribués sur marché 12 à 24 mois plus tard.

### La commercialisation

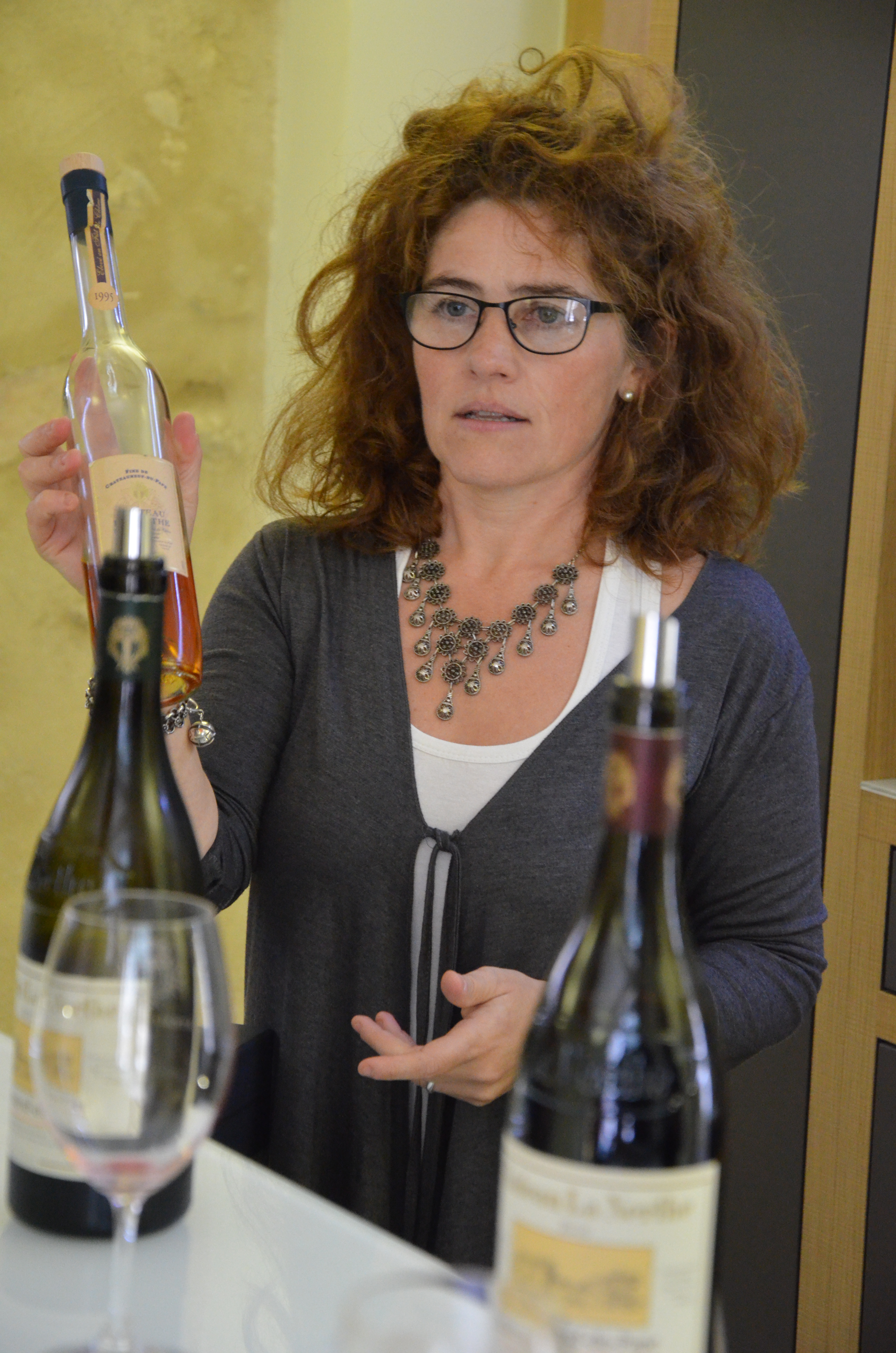
Dégustation au Château la Nerthe

L'agrandissement du domaine en 1991 nécessite le développement des ventes à l'export depuis le domaine. À l'image de la famille de Tulles de Villefranche,  le domaine répond à la demande internationale qui se développe grâce à la qualité des vins et aux commentaires de Robert Parker.

## Vins
Le domaine commercialise les vins des trois exploitations qui lui sont rattachées : 
- Le Château la Nerthe, à Châteauneuf-du-Pape
- Le Domaine de la Renjarde à Sérignan,
- Le Domaine du Prieuré de Montézargues, à Tavel

### Château La Nerthe
La gamme dispose de vins, tous en appellation Châteauneuf-du-Pape, avec une cuvée classique et une cuvée haut de gamme pour chaque couleur.
Cuvées classiques :
- Châteauneuf-du-Pape rouge, « Château La Nerthe »
- Châteauneuf-du-Pape blanc, « Château La Nerthe »

Cuvées haut de gamme : 
- Châteauneuf-du-Pape rouge, « Cuvée des Cadettes »[25]
- Châteauneuf-du-Pape blanc, « Clos de Beauvenir »[26]

Une eau de vie est produite par la distillation des vins du domaine.

### Domaine de la Renjarde
- Côtes du Rhône Villages Massif d'Uchaux, rouge : 
  - « Les Domaine de la Renjarde »
  - « Les Cassagnes de la Nerthe »
- Côtes du Rhône Villages blanc, « Domaine de la Renjarde »
- Côtes du Rhône rouge, « Pure Garrigue »

### Domaine du Prieuré de Montézargues
Cuvée en appellation Tavel, rosé.

### Galerie des cuvées

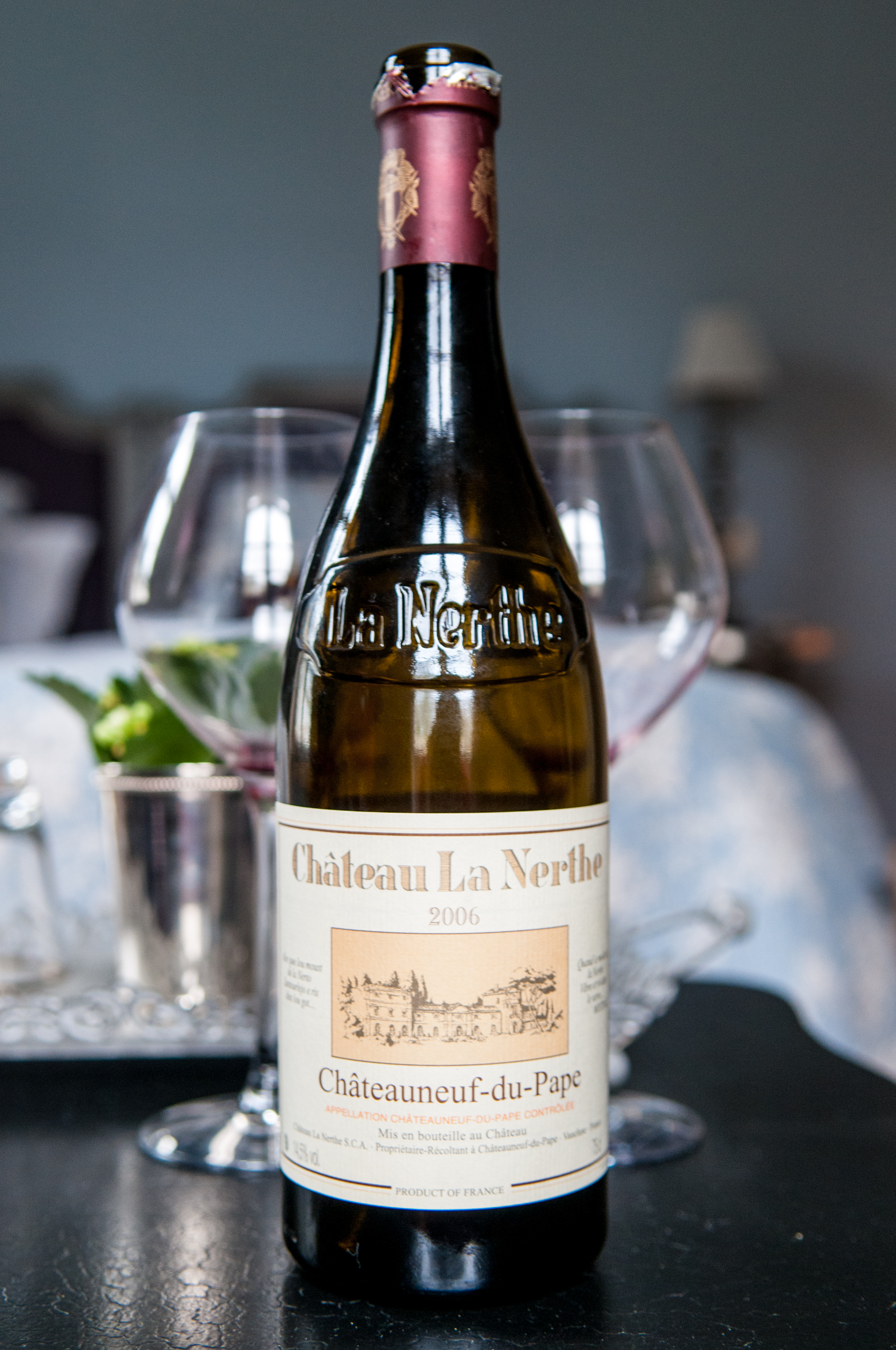
Bouteille de Châteauneuf-du-Pape de la Nerthe
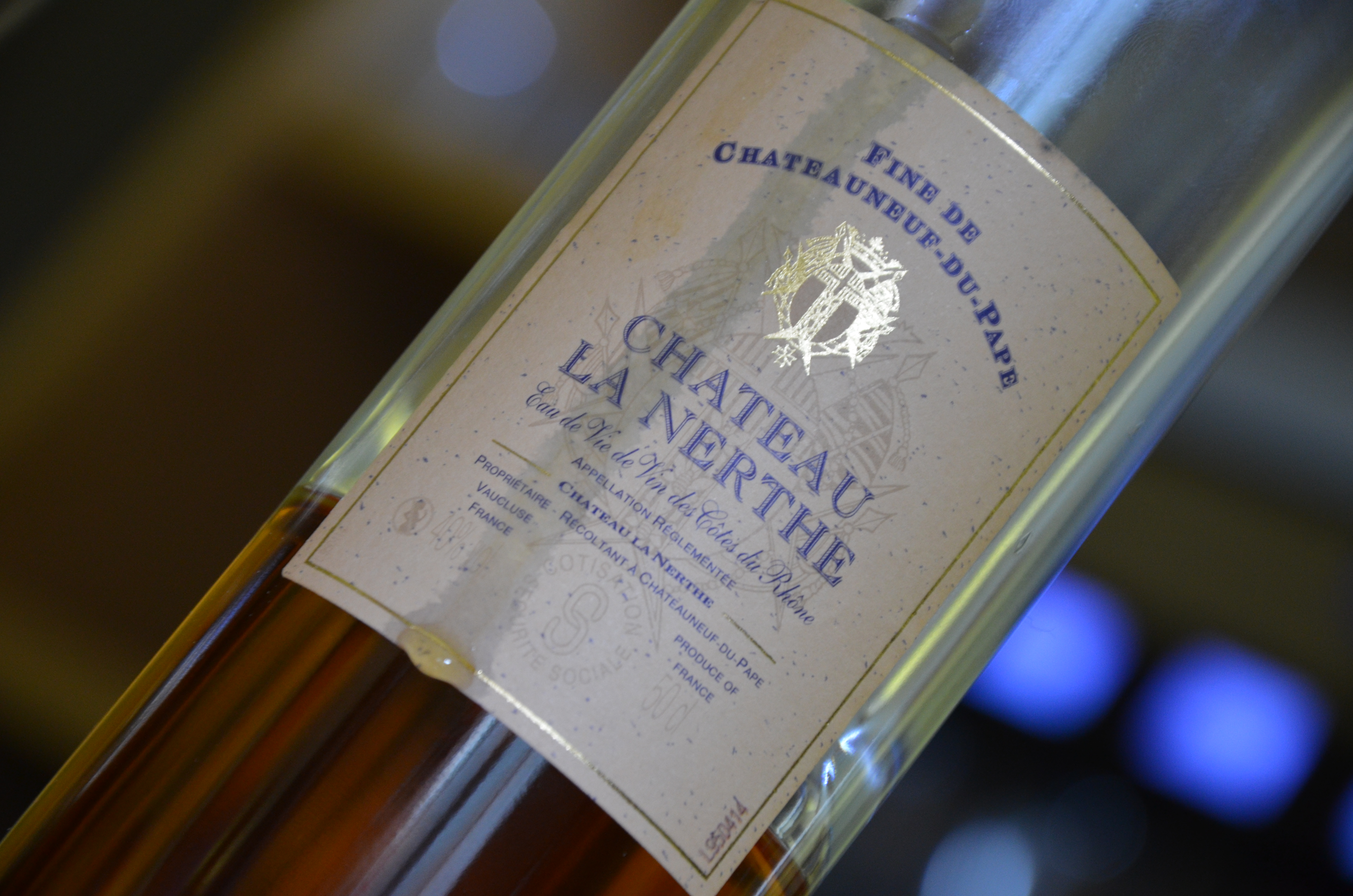
Eau de vie de vin des Côtes du Rhône du château La Nerthe

## Littérature et hommages des félibres

### Hommage de Frédéric Mistral

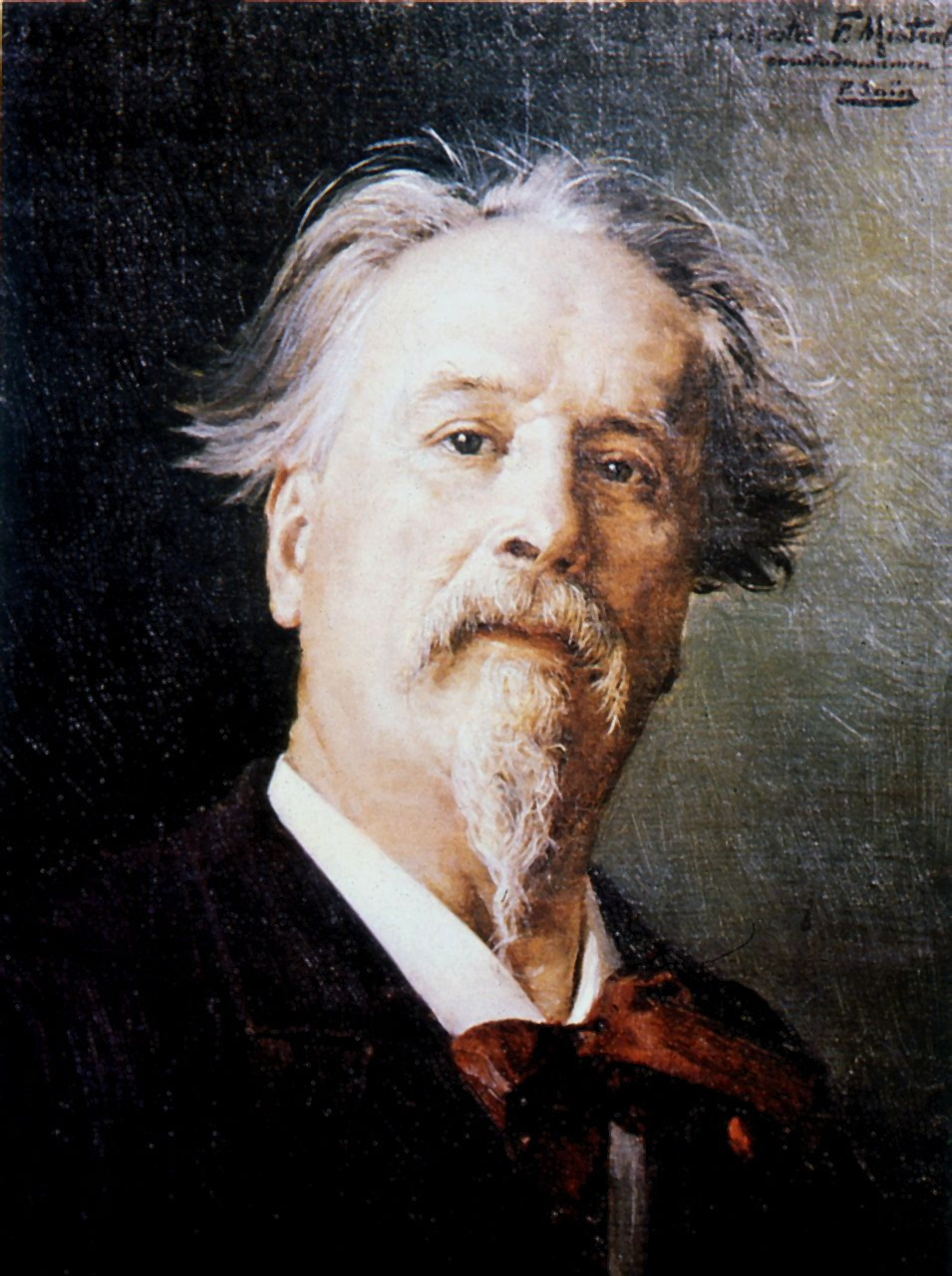
Portrait de Frédéric Mistral par Paul Saïn

Frédéric Mistral, le fondateur du Félibrige et prix Nobel de littérature (1904), qui proclamait qu'à Châteauneuf-du-Pape les vignerons élaboraient « un vin royal, impérial et pontifical », glorifia celui de la Nerte dans Le Chant des félibres (1855) :

« Alor que lou moust de la Nerto
Soutourlejo e ris dins lou got
Quand le moût de la Nerte
Vibre et rit dans le verre. »

Dans Le Poème du Rhône (1897), F. Mistral évoque aussi 
« Les lapins de Châteauneuf-du-Pape
Dont le vin de La Nerthe rehausse la saveur ». (« Li couniéu de Castèu-nòu de Papo Assaboura ‘mé lou vin de la Nerto »)

### Hommage de A. Jouannou
Cet hommage fut renouvelé par A. Jouannou, capistol de Provence et autre félibre, dans un poème qu'il adressa en 1932 à Charles Bortoli, alors propriétaire de la Nerte : 
| Original en provençal | Traduction |
| --- | --- |
| Bel ami, vosto Nerto es de sourco divino E lou vin que bevien li troubadour 'E ieu, per n'en chima de longo, se devino, Que dounarieù, bessai, ma part de Paradis. | Bel ami, votre Nerte est de source divine Et le vin que buvaient les troubadours jadis. Et moi, pour en boire longtemps, se devine Que je donnerai, sans doute, ma part de Paradis |